# Tân khu Hùng An
Tân khu Hùng An (giản thể: 雄安新区; phồn thể: 雄安新區; Hán-Việt: Hùng An tân khu; bính âm: Xióng'ān Xīnqū) là một tân khu cấp quốc gia ở Bảo Định, Hà Bắc, Trung Quốc. Thành lập vào tháng 4 năm 2017, tân khu này nằm cách Bắc Kinh khoảng 100 km về phía nam và cách trung tâm thành phố Bảo Định 50 km về phía đông. Chức năng chính của nó là phục vụ như một trung tâm phát triển cho tam giác kinh tế Bắc Kinh–Thiên Tân–Hà Bắc (Kinh Tân Ký). Ngoài ra, các chức năng "không phải cốt lõi" của thủ đô Trung Quốc cũng dự kiến sẽ được chuyển tới Tân khu Hùng An, bao gồm văn phòng của một số doanh nghiệp nhà nước, các cơ quan chính phủ và các cơ sở nghiên cứu phát triển.
Tân khu Hùng An bao quát ba huyện Hùng, Dung Thành và An Tân. Hùng An là từ ghép của hai từ đầu tiên trong tên hai huyện Hùng và An Tân. Việc xây dựng Tân khu Hùng An được mô tả như là một phần của "chiến lược thiên niên kỷ". Không giống như các "tân khu" khác, sự phát triển của Hùng An đang diễn ra dưới sự giám sát trực tiếp của Ủy ban Trung ương Đảng Cộng sản Trung Quốc và Quốc vụ viện. Tân khu Hùng An có văn phòng chính quyền tạm thời đặt tại Khách sạn Quốc tế Áo Uy ở Dung Thành.

## Địa lý

### Vị trí và lãnh thổ

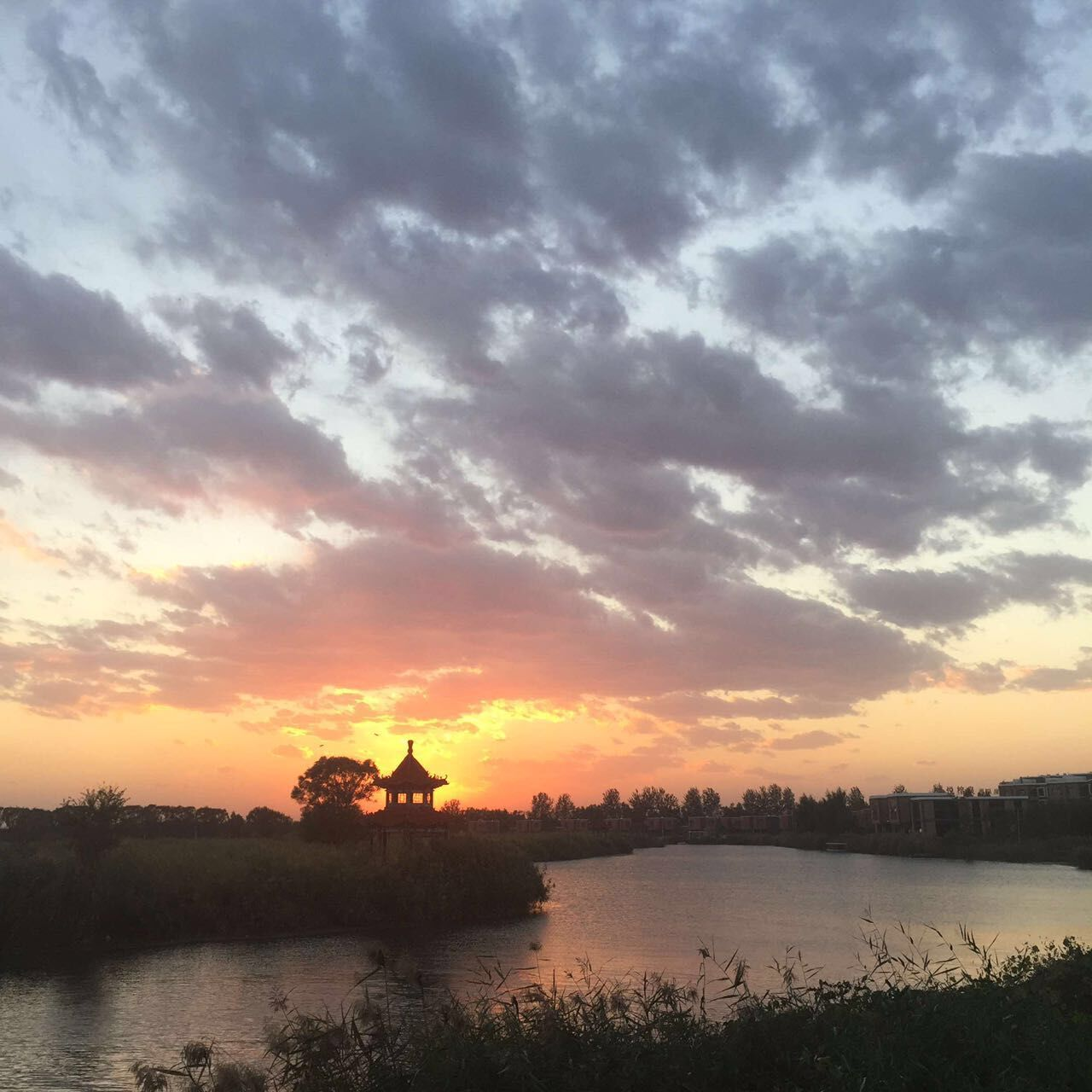
Hồ Bạch Dương ở trung tâm Hùng An

Tân khu Hùng An nằm ở đồng bằng Hoa Bắc, trong phạm vi từ 38°43' đến 39°10' vĩ độ Bắc và từ 115°38' đến 116°20' kinh độ Đông, cách Bắc Kinh và Thiên Tân 105 km, cách Thạch Gia Trang 155 km, cách Bảo Định 30 km, cách sân bay Đại Hưng Bắc Kinh 55 km.

### Thủy văn
Khu vực nằm trong hệ thống sông Đại Khánh của lưu vực sông Hải Hà. Mật độ của mạng lưới sông là 0,12 - 0,23 km trên 1 km². Hồ Bạch Dương, vùng đất ngập nước ngọt lớn nhất miền bắc Trung Quốc, cũng nằm trọn trong tân khu này.

### Khí hậu
Khu vực này mùa xuân khô và ít mưa, mùa hè ẩm ướt và mưa nhiều, mùa thu mát và khô, mùa đông lạnh và ít tuyết. Theo dữ liệu khí tượng của Dung Thành từ năm 1968 đến năm 2016, nhiệt độ trung bình năm là 12,4 ℃, nhiệt độ cao cực hạn là 41,2 ℃, nhiệt độ thấp cực hạn là -22,2 ℃, số giờ nắng hàng năm là 2298,4 giờ. Lượng mưa trung bình năm là 495,1 mm, lượng mưa cực đại năm là 931,8 mm và lượng mưa cực tiểu là 207,3 mm. Lượng bốc hơi trung bình qua các năm là 1661,1 mm.

## Lịch sử

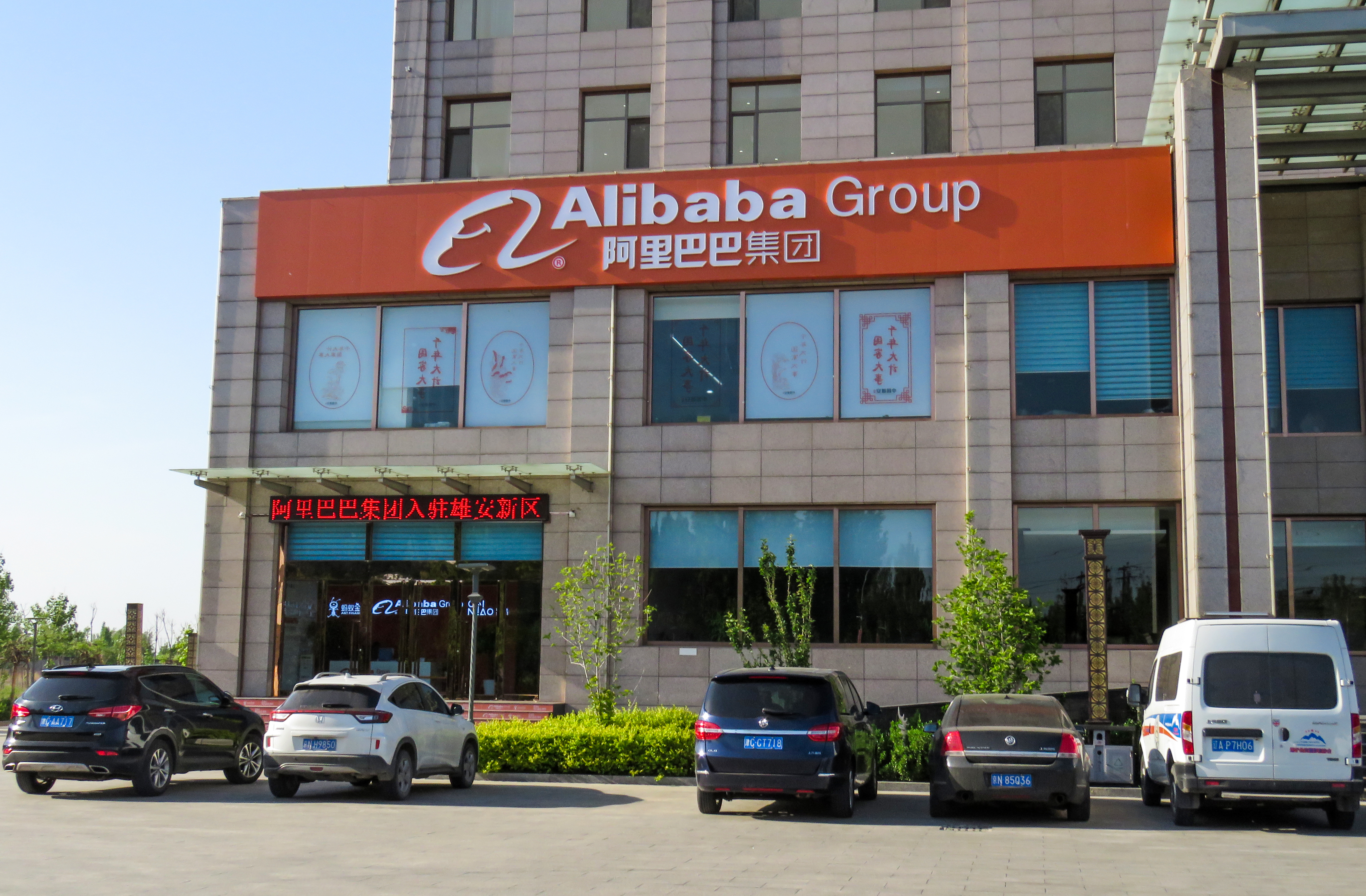
Văn phòng lâm thời của Tập đoàn Alibaba tại Hùng An

Năm 2014, chính quyền trung ương Trung Quốc xem xét việc chuyển một số chức năng hành chính và văn phòng hỗ trợ ở Bắc Kinh đến Bảo Định. Theo cuốn hồi ký Dealing with China của Bộ trưởng Tài chính Hoa Kỳ Henry Paulson, ông Tập Cận Bình, Tổng Bí thư Đảng Cộng sản Trung Quốc, đã nói riêng với Paulson vào tháng 7 năm 2014 rằng ý tưởng này là "sáng kiến của cá nhân ông". Ngày 26 tháng 2 năm 2014, sau khi nghe báo cáo từ Bắc Kinh, Thiên Tân và Hà Bắc, Tập Cận Bình coi việc phối hợp phát triển Bắc Kinh, Thiên Tân và Hà Bắc là một chiến lược quốc gia quan trọng. Sau đó, những tin đồn như "Bảo Định sẽ trở thành một phó trung tâm chính trị" nổi lên trên Internet. Mặc dù "Kế hoạch đô thị hóa mới của tỉnh Hà Bắc" được ban hành vào ngày 26 tháng 3 năm đó không đề cập đến "phó trung tâm", nhưng rõ ràng rằng các chức năng thủ đô của Bắc Kinh sẽ được giảm bớt (ví dụ, di dời một số cơ quan hành chính của Bắc Kinh).  Tại Hội nghị Công tác Kinh tế Trung ương diễn ra vào cuối năm, Tổng Bí thư Tập Cận Bình nhấn mạnh, vấn đề cốt lõi của sự phối hợp phát triển Bắc Kinh-Thiên Tân-Hà Bắc là giải tỏa các chức năng phi thủ đô của Bắc Kinh, giảm mật độ dân số và thúc đẩy kinh tế và xã hội phát triển để thích ứng với dân số, tài nguyên và môi trường.
Ngày 10 tháng 2 năm 2015, tại cuộc họp lần thứ 9 của Ủy ban Tài chính và Kinh tế Trung ương, Tổng Bí thư Tập Cận Bình đã đưa ra ý kiến "đa điểm nhất thành, lão thành trùng tổ" (多点一城、老城重组) khi cân nhắc và nghiên cứu các Kế hoạch phát triển phối hợp Bắc Kinh-Thiên Tân-Hà Bắc. Trong số đó, "Một thành phố" (一城) là nghiên cứu, lên kế hoạch xây dựng một thành phố mới bên ngoài Bắc Kinh. Trong các ngày 2 và 30 tháng 4, Tổng Bí thư Tập Cận Bình đã chủ trì các cuộc họp liên tiếp của Ủy ban Thường vụ Bộ Chính trị của Ủy ban Trung ương và Bộ Chính trị Trung ương để nghiên cứu và thảo luận về "Phác thảo quy hoạch phát triển phối hợp Bắc Kinh-Thiên Tân-Hà Bắc", và nghiên cứu, xem xét lập kế hoạch ở một nơi thích hợp ở Hà Bắc để xây dựng một thành phố mới hiện đại dẫn đầu bởi các khái niệm phát triển mới. Ngày 29 tháng 2 năm 2016, Thủ tướng Lý Khắc Cường chủ trì cuộc họp đặc biệt của Quốc vụ viện để nghiên cứu quy hoạch và xây dựng một thành phố mới, đồng thời đưa ra các yêu cầu cụ thể.
Ngày 24 tháng 3 năm 2016, Tổng Bí thư Tập Cận Bình chủ trì cuộc họp của Ủy ban Thường vụ Bộ Chính trị của Ủy ban Trung ương Đảng, nhất trí đặt tên là "Tân khu Hùng An". Ngày 27 tháng 5 năm 2016, cuộc họp Bộ Chính trị của Ban Chấp hành Trung ương Đảng đã xem xét "Báo cáo về Quy hoạch và Xây dựng phó trung tâm Bắc Kinh và nghiên cứu về việc thành lập Tân khu Hùng An ở Hà Bắc". Đây là lần đầu tiên "Tân khu Hùng An" xuất hiện trong báo cáo. Cuộc họp đã thông qua "Kế hoạch thực hiện Nghiên cứu việc thành lập Tân khu Hùng An ở Hà Bắc", và việc chuẩn bị cho kế hoạch ngay lập tức được tiến hành trong điều kiện tuyệt mật.
Ngày 23 tháng 2 năm 2017, Tổng Bí thư Tập Cận Bình đã đến thăm huyện An Tân và Khu bảo tồn sinh thái Hồ Bạch Dương ở tỉnh Hà Bắc để thị sát thực tế, tìm hiểu tình hình, đích thân chủ trì hội nghị chuyên đề, nghe báo cáo và có bài phát biểu quan trọng về quy hoạch và xây dựng Tân khu Hùng An.
Ngày 1 tháng 4 năm 2017, Ban Chấp hành Trung ương Đảng Cộng sản Trung Quốc và Quốc vụ viện đã ra thông báo, quyết định thành lập Tân khu Hùng An. Trong thông báo, khu vực mới này được định vị là một "kế hoạch thiên niên kỷ và một sự kiện quốc gia". Trước đó, thông tin về Tân khu Hùng An bí mật đến nỗi chính quyền địa phương cũng không được biết trước. Sau tuyên bố thành lập Tân khu Tây An, trước những xu hướng đầu cơ bất động sản trong thời gian ngắn, Tập Cận Bình, đang đến thăm Helsinki, Phần Lan, đã đưa ra những chỉ dẫn quan trọng để ngăn ngừa các vấn đề trước khi chúng xảy ra. Bí thư Thành ủy Thâm Quyến kiêm Thị trưởng Từ Tần cũng được điều động làm Thường vụ Tỉnh ủy Hà Bắc, rồi Phó Bí thư. Ông có hơn 20 năm kinh nghiệm làm việc trong Ủy ban Cải cách và Phát triển Quốc gia và đã phụ trách Thâm Quyến trong 9 năm. Ngày trong ngày 1 tháng 4 năm 2017, Chính quyền tỉnh và Tỉnh ủy Hà Bắc đã quyết định thành lập Ủy ban Công tác trù bị và Đảng ủy lâm thời Tân khu Hùng An. Đây là các cơ quan chuyển tiếp, theo ủy quyền của Tỉnh ủy Hà Bắc và Chính quyền tỉnh, có trách nhiệm tổ chức và lãnh đạo, điều phối, phối hợp tổng thể công tác phát triển và xây dựng Tân khu Hùng An, thực hiện các chức năng tổ chức, điều phối, giám sát, phục vụ các hoạt động chính trị, kinh tế, văn hóa, xã hội, văn minh sinh thái và xây dựng đảng trong Tân khu Hùng An. Vào ngày 2 tháng 4, một cuộc họp của các cán bộ lãnh đạo đã được tổ chức tại huyện Dung Thành. Tại cuộc họp, các lãnh đạo nhất trí rằng trong bước tiếp theo, quản lý và kiểm soát cần tiếp tục là ưu tiên hàng đầu, đặc biệt là về vấn đề đất đai. Chính phủ phải làm tốt công việc, truyền thông tuyên truyền các cấp, quản lý lưới điện, làm tốt công tác quản lý và kiểm soát. Các nhu cầu của người dân cần được giải quyết càng nhiều càng tốt, và trên cơ sở tăng cường quản lý và kiểm soát, cần đẩy nhanh việc di dời nhà ở, quy hoạch và xây dựng. Chính quyền tỉnh cũng đã quyết định giao cho một ban cán sự đảng tạm thời tiếp quản công tác cán bộ và có hiệu lực ngay lập tức. Ngày 3 tháng 4, Ủy ban Công tác trù bị và Đảng ủy lâm thời Tân khu Hùng An bắt đầu làm việc tại quận Dung Thành, tạm thời thuê Khách sạn Quốc tế Áo Uy làm địa điểm văn phòng.
Vào ngày 21 tháng 6 năm 2017, tại cuộc họp công tác khối về quy hoạch và xây dựng Tân khu Hùng An ở tỉnh Hà Bắc, Hứa Cần, Tỉnh trưởng Chính phủ Nhân dân tỉnh Hà Bắc, đã đọc "Trả lời của Văn phòng Tổ chức Trung ương về các vấn đề liên quan việc thành lập các cơ quan quản lý tại Tân khu Hùng An Hà Bắc". Theo đó, quyết định thành lập Ban công tác Tân khu Hùng An và Ủy ban quản lý Tân khu Hùng An Hà Bắc, là các cơ quan do Tỉnh ủy và Chính quyền tỉnh điều động, chịu trách nhiệm tổ chức lãnh đạo điều phối việc phát triển và xây dựng Tân khu, cũng như công tác tổng thể về quản lý phát triển và xây dựng của huyện Hùng, Dung Thành, An Tân và các vùng lân cận. Ủy ban Quản lý Tân khu cũng chịu sự chỉ đạo của Quốc vụ viện và Văn phòng Nhóm dẫn đầu Phát triển Phối hợp Bắc Kinh-Thiên Tân-Hà Bắc. Trong giai đoạn đầu, Ban Công tác Đảng và Ủy ban Quản lý Tân khu Hùng An mới thành lập Văn phòng Đảng và Chính phủ, Ban Công tác Đảng và Quần chúng, Phòng Cải cách và Phát triển, Phòng Kế hoạch và Xây dựng, Cục Công vụ, Cục Thi hành Luật Toàn diện và Cục Giám sát An toàn. Sau đó, một số cơ quan như Cục Công an, Cục Môi trường sinh thái, mới được bổ sung.
Ngày 22 tháng 2 năm 2018, Tổng Bí thư Tập Cận Bình chủ trì cuộc họp Thường vụ Bộ Chính trị Trung ương Đảng nghe báo cáo về công tác quy hoạch và chuẩn bị xây dựng Tân khu Hùng An. Cuộc họp đã thông qua khung kế hoạch về nguyên tắc và yêu cầu phê duyệt kịp thời đề cương quy hoạch. Ngày 14 tháng 4 năm 2018, "Phác thảo Quy hoạch Tân khu Hùng An Hà Bắc" đã được Ủy ban Trung ương Đảng Cộng sản Trung Quốc và Quốc vụ viện phê duyệt. Ngày 21 tháng 4 năm 2018, "Phác thảo Quy hoạch Tân khu Hùng An Hà Bắc" đã được công bố cho toàn xã hội. Vào ngày 25 tháng 12, "Quy hoạch tổng thể của Tân khu Hùng An Hà Bắc (2018-2035)" đã được Quốc vụ viện phê duyệt.
Vào ngày 4 tháng 1 năm 2019, cuộc họp lần thứ tám của Ủy ban thường vụ Đại hội đại biểu nhân dân tỉnh Hà Bắc lần thứ mười ba đã phê chuẩn việc bổ nhiệm Lưu Quang Huy làm Chủ tịch, Ủy viên Ủy ban Tư pháp, và Thẩm phán của Tòa án nhân dân trung cấp Tân khu Hùng An Hà Bắc và Kỷ Chí Minh làm công tố viên trưởng của Văn phòng Tân khu Hùng An thuộc Viện kiểm sát nhân dân tỉnh Hà Bắc. Tân khu Hùng An chỉ có Ban Công tác Đảng và Ủy ban Quản lý, và đã thành lập các tòa án và cơ quan công tố tương ứng với khu hành chính. Hứa Diệu Thông, một giáo sư tại Học viện Hành chính Quốc gia, tin rằng điều này có nghĩa là Tân khu Hùng An có thể chuyển đổi thành một khu vực hành chính thuộc quyền quản lý của tỉnh Hà Bắc trong tương lai.
Vào ngày 7 tháng 5 năm 2019, công việc tái định cư ở Tân khu Hùng An chính thức được khởi động. Vào ngày 2 tháng 8 năm 2019, Quốc vụ viện Cộng hòa Nhân dân Trung Hoa đã phê chuẩn việc thành lập Khu Thương mại Tự do Thí điểm Trung Quốc (Hà Bắc), bao gồm cả Tân khu Hùng An.
Vào ngày 29 tháng 7 năm 2021, "Điều lệ Tân khu Hùng An Hà Bắc" (河北雄安新区条例) được thông qua tại cuộc họp lần thứ 24 của Ủy ban Thường vụ Đại hội Đại biểu Nhân dân tỉnh Hà Bắc lần thứ 13, quy định rằng Ủy ban Quản lý Tân khu Hùng An là một cơ quan trực thuộc Chính quyền nhân dân tỉnh Hà Bắc. Ủy ban này thực hiện quyền quản lý kinh tế và xã hội do nhà nước và tỉnh Hà Bắc cấp. Được biết, các quy định sẽ chính thức được thực hiện vào ngày 1 tháng 9 năm 2021.

## Phân chia hành chính
Phạm vi quy hoạch của Tân khu Hùng An bao gồm 3 khu vực Hùng, Dung Thành và An Tân, thành phố Bảo Định, tỉnh Hà Bắc và một số khu vực lân cận. Quy hoạch và xây dựng sẽ lấy khu vực cụ thể làm khu vực bắt đầu (khoảng 100 km vuông) để phát triển trước. Khu vực phát triển trung hạn có diện tích là khoảng 200 km vuông và khu vực kiểm soát dài hạn là khoảng 2.000 km vuông.
| Bản đồ | Bản đồ           | Bản đồ               | Bản đồ         | Bản đồ                  | Bản đồ                   | Bản đồ       | Bản đồ         | Bản đồ         | Bản đồ         | Bản đồ         | Bản đồ | Bản đồ | Bản đồ |
| --- | ---------------- | -------------------- | -------------- | ----------------------- | ------------------------ | ------------ | -------------- | -------------- | -------------- | -------------- | ------ | ------ | ------ |
| Hồ · Bạch Dương Huyện · An Tân Huyện · Hùng Huyện · Dung Thành |                  |                      |                |                         |                          |              |                |                |                |                |        |        |        |
| Mã phân chia hành chính | Tên tiếng Việt   | Tiếng Trung giản thể | Bính âm        | Diện tích tính bằng km² | Trung tâm                | Mã bưu chính | Cấp hành chính | Cấp hành chính | Cấp hành chính | Cấp hành chính |        |        |        |
| Mã phân chia hành chính | Tên tiếng Việt   | Tiếng Trung giản thể | Bính âm        | Diện tích tính bằng km² | Trung tâm                | Mã bưu chính | Trấn           | Hương          | Xã             | Thôn           |        |        |        |
| | Tân khu Hùng An  | 雄安新区             | Xióng'ān Xīnqū | 106.46                  | Huyện Dung Thành         |              | 20(+2)         | 9(+2)          | 16             | 557(+110)      |        |        |        |
| 130629 | Huyện Dung Thành | 容城县               | Róngchéng Xiàn | 311                     | Trấn Dung Thành (容城镇) | 071700       | 5              | 3              | 4              | 127            |        |        |        |
| 130632 | Huyện An Tân     | 安新县               | Ānxīn Xiàn     | 728                     | Trấn An Tân(安新镇)      | 071600       | 9              | 3(+1)          | 5              | 207(+16)       |        |        |        |
| 130638 | Huyện Hùng       | 雄县                 | Xióng Xiàn     | 513                     | Trấn Hùng Châu (雄州镇)  | 071800       | 6(+2)          | 3(+1)          | 7              | 223(+94)       |        |        |        |
| Ghi chú: Hương Long Hoa của Huyện Cao Dương thuộc quyền tài phán của Huyện An Tân, Trấn Mào Châu, Trấn Cẩu Các Trang, và Hương Thất Gian Phòng của Thành phố Nhâm Khâu (Thành phố Thương Châu) thuộc quyền tài phán của Huyện Hùng. |                  |                      |                |                         |                          |              |                |                |                |                |        |        |        |

## Giao thông

### Đường sắt

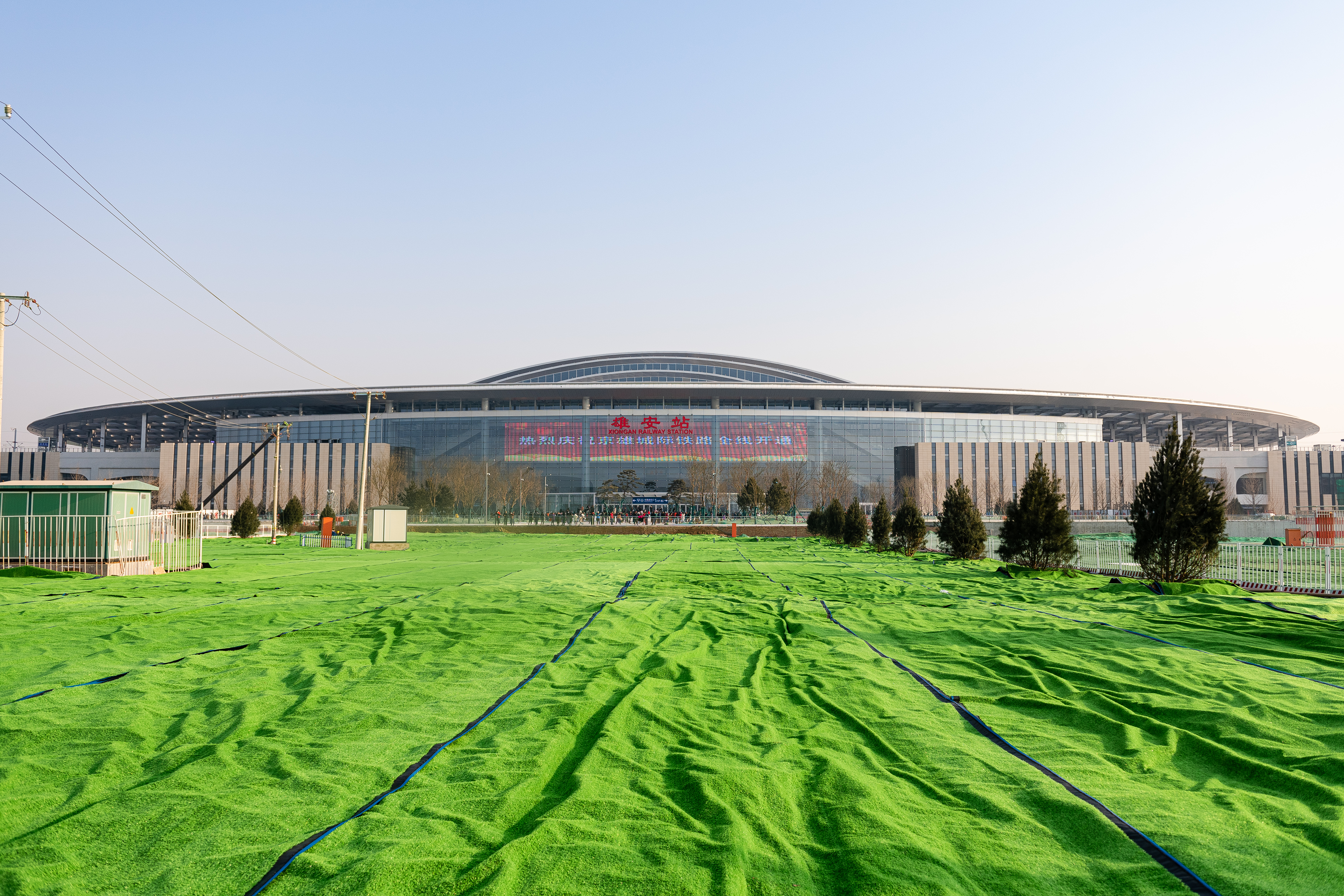
Ga xe lửa Hùng An trên tuyến đường sắt liên tỉnh Bắc Kinh–Hùng An

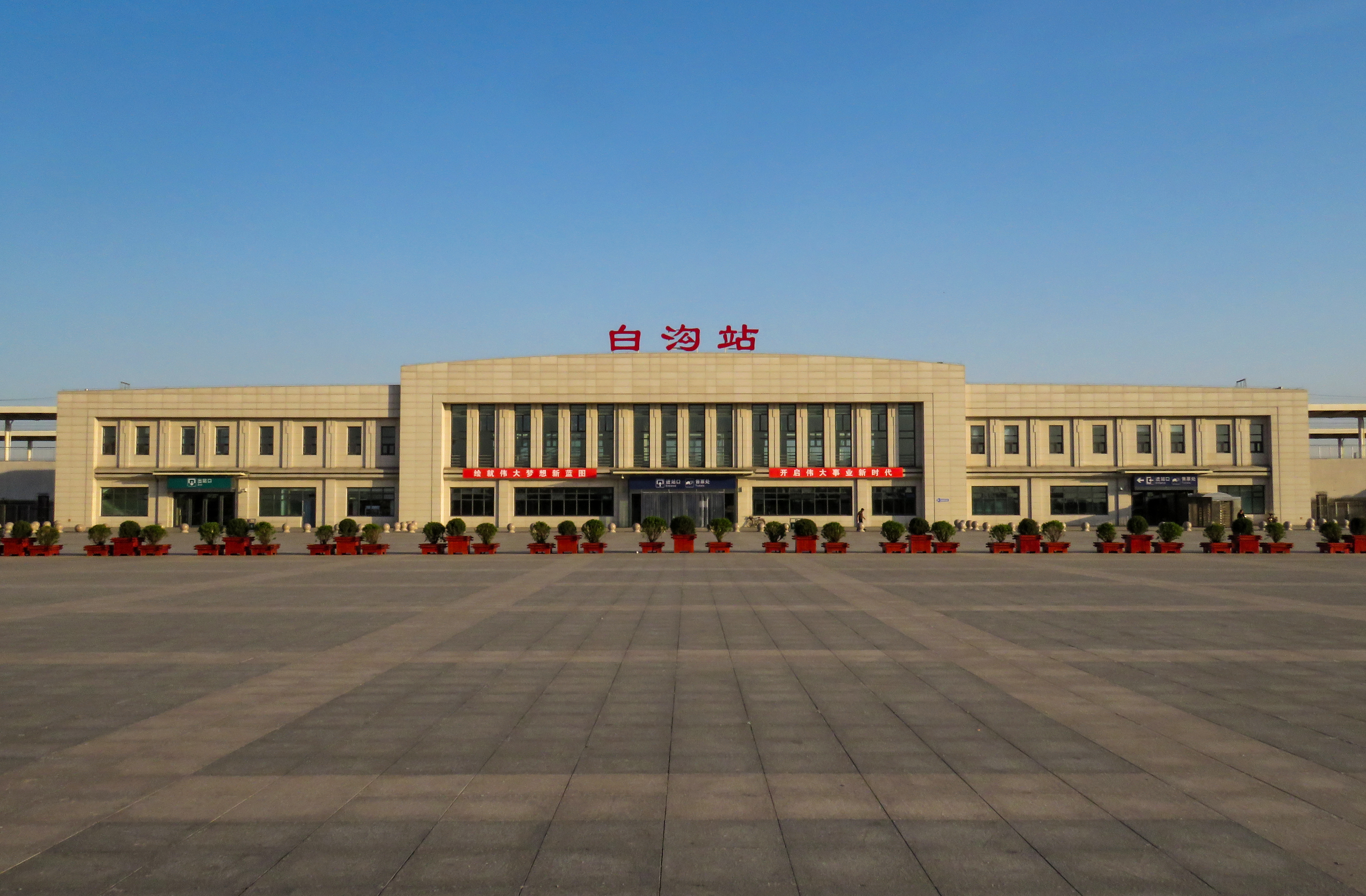
Ga xe lửa Bạch Câu trên tuyến đường sắt liên tỉnh Thiên Tân–Bảo Định

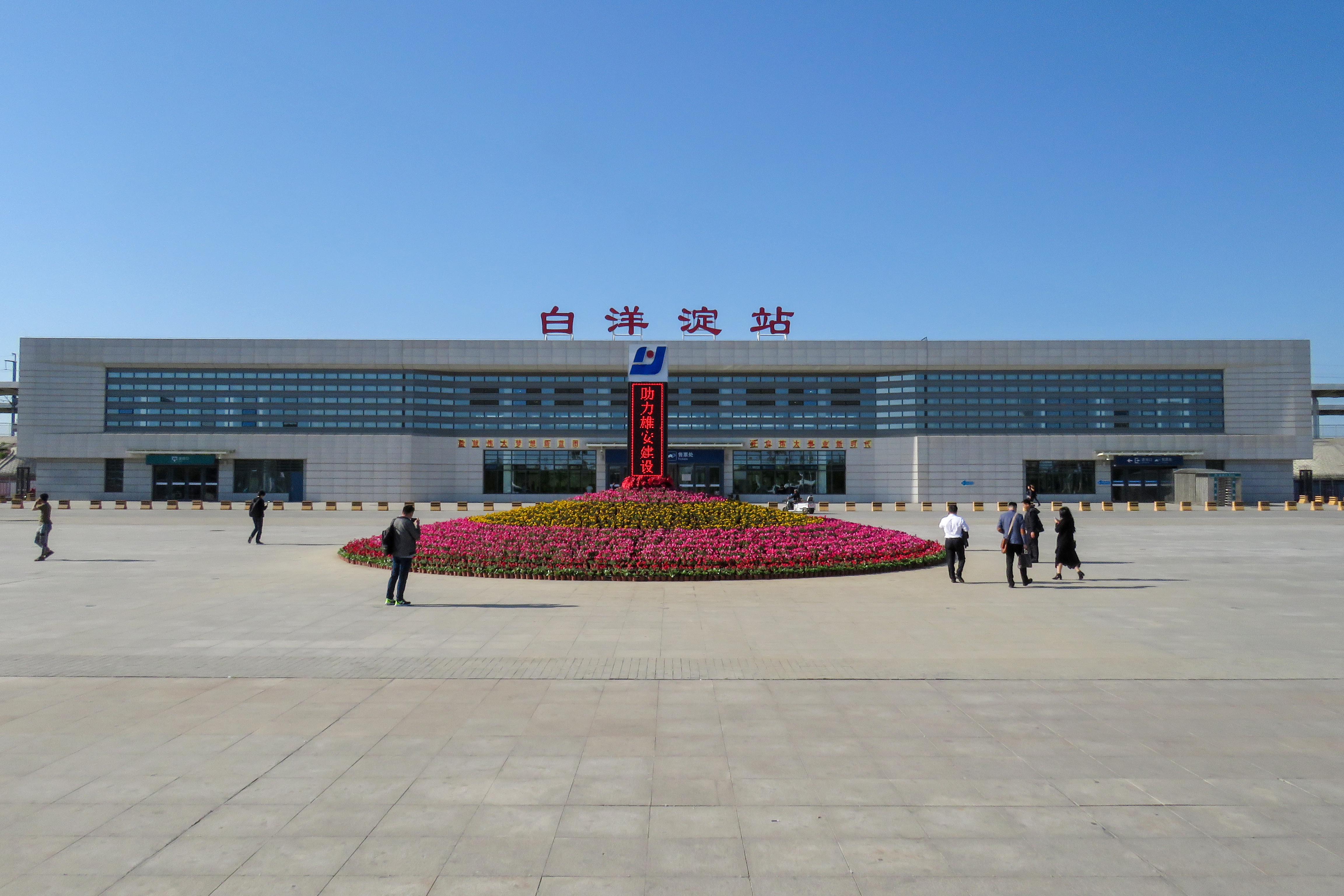
Ga xe lửa Bạch Dương Điến trên tuyến đường sắt liên tỉnh Thiên Tân–Bảo Định

Ga xe lửa Bạch Câu và ga xe lửa Bạch Dương Điến, trên tuyến đường sắt liên tỉnh Thiên Tân–Bảo Định, đều đã đi vào hoạt động.
Ga xe lửa Hùng An, trên tuyến đường sắt liên tỉnh Bắc Kinh–Hùng An, được khai trương vào ngày 27 tháng 12 năm 2020.

### Hàng không
Sân bay Quốc tế Đại Hưng Bắc Kinh (khai trương vào năm 2019) là sân bay phục vụ tân khu này.

### Đường cao tốc
Tân khu hiện có hai đường cao tốc, G45 và G18.

## Bất động sản
Một dòng lũ vốn tự do, chủ yếu đến từ Bắc Kinh, đang tìm kiếm bất động sản ở Hùng An để đầu tư, khiến giá bất động sản ở tân khu này tăng phi mã kể từ khi được công bố xây dựng. Chính quyền địa phương đã phải áp đặt một lệnh cấm bán bất động sản mới tạm thời. Bên cạnh việc giao dịch thị trường bất động sản hoàn toàn bị đóng băng, việc đăng ký hộ khẩu ở một số nơi cũng đã bị dừng lại, và nhiều nhóm đầu cơ bất động sản bị cảnh sát bắt. Theo cuộc phỏng vấn với một quan chức cấp cao trên Nhân Dân nhật báo ngày 5 tháng 4 năm 2017, mô hình phát triển bất động sản ở Tân khu Hùng An có thể tham khảo mô hình nhà xã hội ở Singapore.

## Thư ngỏ của nhà hoạt động dân quyền
Trong một bức thư ngỏ vào tháng 2 năm 2020 mà nhà hoạt động dân quyền Hứa Chí Vĩnh gửi cho lãnh đạo Trung Quốc tối cao Tập Cận Bình, dự án Tân khu Hùng An được dẫn ra như một ví dụ thể hiện năng lực yếu kém của ông Tập trong nhiệm kỳ. Hứa bị bắt ngay vào cuối tháng.